# Deklaracja zgodności

Oznaczenie CE

Deklaracja zgodności WE – dokument wystawiany przez producenta wyrobu albo jego upoważnionego przedstawiciela, stanowiący wiążące prawnie przyrzeczenie stwierdzające zgodność wyrobu z wymaganiami zasadniczymi właściwych dyrektyw Unii Europejskiej. 
Wyroby przed wystawieniem przez producenta deklaracji zgodności powinny być poddane procedurze oceny zgodności i jeśli wynika to z odrębnych przepisów uzyskać właściwe certyfikaty.
Na wyrobach posiadających deklarację zgodności producent umieszcza oznaczenie/oznakowanie CE.
Wystawienie przez producenta deklaracji zgodności wiąże się z dużą odpowiedzialnością, gdyż:

Domniemywa się, że wyrób, na którym umieszczono oznakowanie zgodności lub dla którego sporządzono dokumentację potwierdzającą spełnienie zasadniczych wymagań, jest zgodny z wymaganiami określonymi w obowiązujących przepisach.

{{Cytat}} Linki zewnętrzne: "źródło".
Wyrób podlegający ocenie zgodności nieposiadający deklaracji zgodności nie może być wprowadzony do obrotu lub oddany do użytkowania na terytorium Unii Europejskiej.

## Co deklaracja powinna zawierać
Deklaracja Zgodności WE musi zawierać następujące elementy:
- Identyfikację produktu: pełne dane umożliwiające identyfikację produktu, w tym nazwę, typ, partię lub numer seryjny.
- Oświadczenie zgodności: jednoznaczne stwierdzenie, że produkt spełnia wszystkie stosowne wymogi dyrektyw UE.
- Wykaz stosowanych norm zharmonizowanych lub innych specyfikacji technicznych, na podstawie których deklarowana jest zgodność.
- Dane producenta: pełna nazwa i adres producenta oraz, jeśli dotyczy, jego upoważnionego przedstawiciela w Unii Europejskiej.
- Podpis: deklaracja musi być podpisana przez osobę upoważnioną do reprezentowania producenta.